# Sénégali sanguin
Spermophaga haematina
Espèce
Statut de conservation UICN

 LC  : Préoccupation mineure
Statut CITES
Le Sénégali sanguin (Spermophaga haematina) est une espèce de passereaux appartenant à la famille des Estrildidae, répandu en Afrique équatoriale.

## Répartition et sous-espèces
Selon la classification de référence du Congrès ornithologique international (15.1, 2025) il se répartit en trois sous-espèces (ordre phylogénique) :
- S. h. haematina (Vieillot, 1807) — de la Casamance au Ghana ;
- S. h. togoensis (Neumann, 1910) — Togo et sud-ouest du Nigeria ;
- S. h. pustulata (Voigt, 1831) — du sud-est du Nigeria à travers la forêt du bassin du Congo.